# Tramaced
Tramaced (aragonesisch Tramazet) ist eine Gemeinde in der Provinz Huesca der Autonomen Gemeinschaft Aragonien in Spanien. Sie liegt im Süden der Hoya de Huesca an der Straße A-1216.

## Geschichte
König Pedro I. ernannte 1097 (erste urkundliche Erwähnung des Ortes) den Sakristan der Kathedrale von Huesca zum Kanoniker in Tramacet.
Von 1845 bis 1960 war Tramaced mit Usón vereinigt.

## Bevölkerungsentwicklung
| 1960 | 1970 | 1981 | 1986 | 1992 | 1999 | 2004 |
| ---- | ---- | ---- | ---- | ---- | ---- | ---- |
| 192  | 186  | 161  | 147  | 130  | 106  | 108  |

## Sehenswürdigkeiten
- Gotische Pfarrkirche San Miguel aus dem 16. Jahrhundert
- Barocke Casa Aviós
- Einsiedelei Nuestra Señora del Puyal